# Афганит
Афганит, (Na,Ca,K)8[Al6Si6O24](SO4,Cl2,CO3)3 · 0,5H2O — минерал класса силикатов, гидратированный алюмосиликат с дополнительными анионами в кристаллической решетке. Афганит — фельдшпатоид, встречающийся обычно с содалитом в виде округло-шестигранных зёрен голубого цвета.

## История открытия
Был открыт в 1968 году в лазуритовом руднике в провинции Бадахшан, Афганистан, и назван по названию страны, где был впервые обнаружен.

## Нахождение в природе
Афганит образует кристаллы в виде коротких призм и дипирамид. Кристаллы обычно плохо образованы и имеют несовершенные очертания, характерны зёрна округлой или неправильной формы. Срастания мелких шестоватых либо уплощённых индивидов имеют размер до 1-2 мм. 
Образуется при контактовом метаморфизме карбонатных пород, встречается в обогащённых Na мраморах в ассоциациях с содалитом, диопсидом, канкринитом, нефелином, флогопитом, пиритом, везувианом, оливином.

## Месторождения
Встречается в Афганистане (Сар-э-Санг), России (на берегу Байкала, близ города Слюдянка), Германии, Италии, Таджикистане. Практического значения не имеет, но представляет интерес как коллекционный материал.